# Roskilde Amt
Roskilde Amt to jeden z 13 duńskich okręgów istniejących w latach 1970–2006. Województwo to położone było na wyspie Zelandii; powstało 1 kwietnia 1970 na mocy reformy podziału administracyjnego Danii, zaś jego likwidacja nastąpiła przy okazji kolejnej reformy z 2007. Jego obszar został włączony do nowego regionu administracyjnego Zelandia.

## Gminy
- Gmina Bramsnæs
- Gmina Greve
- Gmina Gundsø
- Gmina Hvalsø
- Gmina Køge
- Gmina Lejre
- Gmina Ramsø
- Gmina Roskilde
- Gmina Skovbo
- Gmina Solrød
- Gmina Vallø